# まちかどステーション広瀬

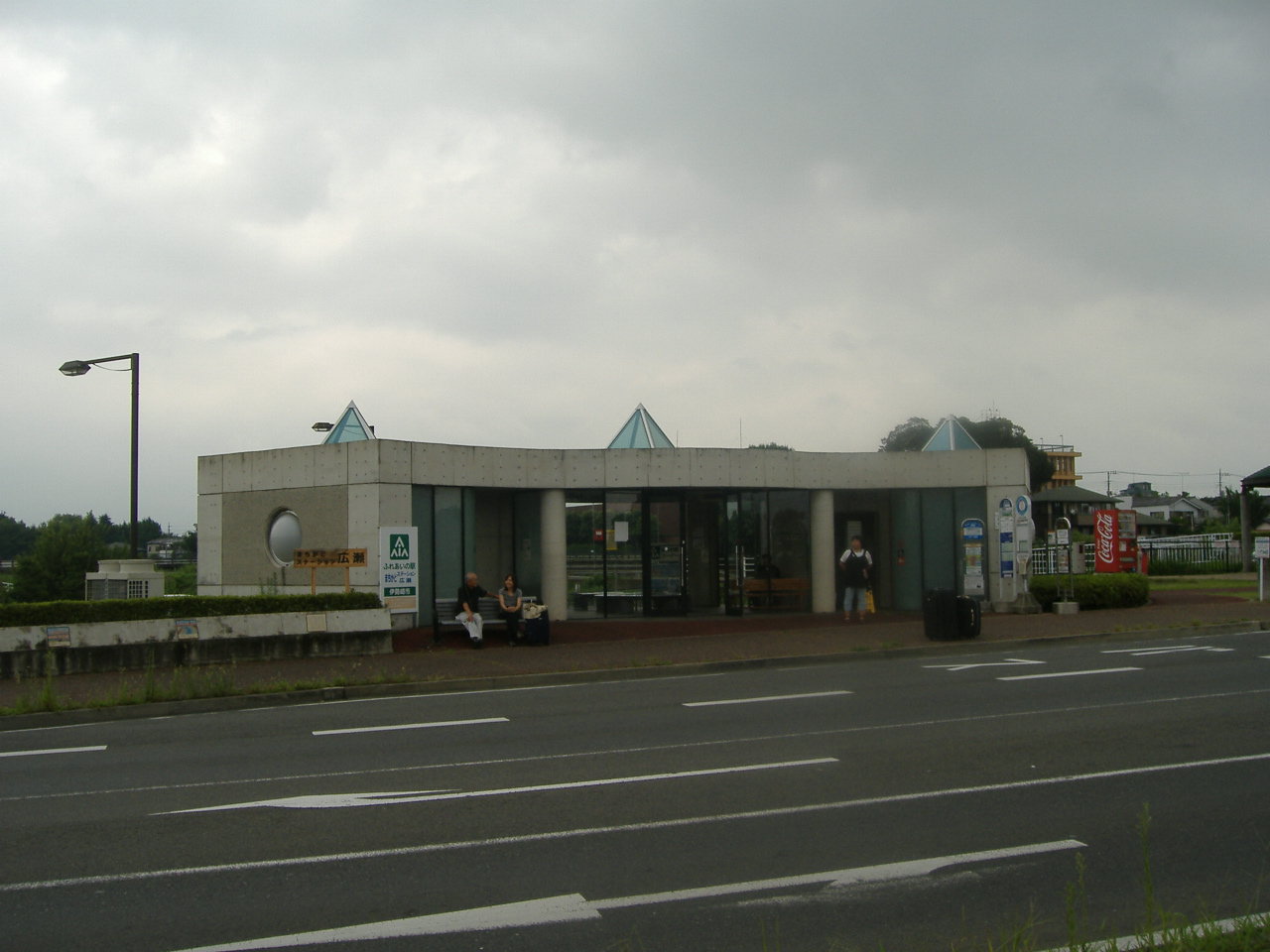
まちかどステーション広瀬

まちかどステーション広瀬（まちかどステーションひろせ）とは、群馬県伊勢崎市にあるバス停であり、また、自転車道の休憩施設でもある。

## 概要
この付近が群馬県道401号高崎伊勢崎自転車道線の終点となっており、群馬県道2号前橋館林線と広瀬川サイクリングロードに接続している。まちの駅の「ふれあいの駅」として指定されている。
2001年（平成13年）2月営業開始。
バス停としては、設置当初はバスターミナルとして、施設内を転回して各方面へ向かえる施設だったが、後に規模が縮小され、2024年現在では前橋館林線の東方面行き車線路肩直結のバス停車専用スペース（C乗り場）が残されているだけとなっており、東方面（伊勢崎市中心部方面）行きのみの利用が中心となっている。伊勢崎市中心部からの西方面（前橋方面）行き車線／公園側にはバスは停車できず（橋と信号交差点に挟まれた狭い区間ではあるとはいえ、明確な事情等は不明）、施設内折り返しもできないため、全路線通過しており、後述の通り、前後の停留所または別路線の近隣停留所からの徒歩が基本となる）。

## 交通アクセス
- JR両毛線・東武伊勢崎線 伊勢崎駅、東武伊勢崎線 新伊勢崎駅より1Km

### 伊勢崎駅からのアクセス
- コミュニティバス あおぞら 6系統伊勢崎駅北巡回バスが当地（まちがど広瀬）停留所を経由するが、他所を遠回りしてから経由する形となっており、約40分かかるため、利便性が良いとは言えない。
また、1系統赤堀シャトルバス、2系統あずまシャトルバス、3系統東西シャトルバス、4系統境シャトルバスは一旦通過し市民病院北停留所で時間調整して次便として折り返してから当地を利用することが一応可能であるが、折り返しに1時間程度かかる便も多い。

その他のアクセス（近隣地）
- 十王バス 伊勢崎駅-本庄駅線 本町郵便局前停留所
- 群馬中央バス 伊勢崎駅-県立女子大学線 伊勢崎郵便局前停留所
- コミュニティバス あおぞら 伊勢崎郵便局停留所（伊勢崎駅から出発し、市民病院での折り返しを待たない場合）
- JRバス関東・群馬中央バス 東京駅・バスタ新宿（新宿駅新南口）発前橋駒形行き高速バス 伊勢崎まちかどステーション広瀬停留所（降車専用。当地名の停留所だが、当地には乗り入れず、他路線の伊勢崎郵便局前停留所が降車場所）
各停留所から徒歩で300mとなっている。

### 自動車・自転車でのアクセス
- 群馬県道2号前橋館林線（駒形・前橋・太田方面から）「新開橋西」交差点そば
- 群馬県道401号高崎伊勢崎自転車道線（旧境町方面から）案内標識あり
- 広瀬川サイクリングロード（伊勢崎オートレース場方面から）案内標識あり

- 自転車駐輪場完備。パークアンドライドの機能も兼ねる。
- 自動車駐車場は、本設備西側にあるが手狭。24時間以上の長時間駐車は伊勢崎市の許可が必要。

## 利用可能なバス路線
A乗り場（廃止）
B乗り場（廃止）
C乗り場
群馬県道2号前橋館林線側
- 伊勢崎市営バスあおぞら伊勢崎駅方面のみ
  - 1系統赤堀シャトルバス
  - 2系統あずまシャトルバス
  - 3系統東西シャトルバス
  - 4系統境シャトルバス
  - 6系統伊勢崎駅北巡回バス
- 高速バス
  - JRバス関東
    - 練馬駅経由バスタ新宿 ※ 先述の通り、バスタ新宿から当地方面への運行は、降車場所が伊勢崎郵便局前となる

### バス停呼称の差異
- まちかど広瀬（あおぞら）
- 伊勢崎まちかどステーション広瀬（高速バス）

## 施設案内

### ホール
- 利用可能時間7:00 - 19:00
- 休憩のためのベンチがあり、座布団が整備されている。
- まちの駅コーナーがあり、掲示やパンフレットがある。
- かつては駅長がいたが、緊急雇用対策事業廃止のため駅長が不在となった。

### 公衆便所
- ホール西側が男子便所、東側C乗り場付近が女子・身障者用便所がある。

### 東屋
- ホール東の外れにある。コカコーラ自動販売機が設置されている。

### 公園
- 県道をはさんで南側に設置。

## 周辺施設
- 広瀬川
- 新開橋
- カワチ薬品 伊勢崎店
- 伊勢崎郵便局
- 群馬銀行伊勢崎西支店
- HondaCars 伊勢崎西連取本町店
- 伊勢崎市立図書館
- UNIQULO